# بسریل
بسریل (انگلیسی: Becerril) نام شهری در کشور کلمبیا است.